# Ptecticus hansoni
Ptecticus hansoni är en tvåvingeart som beskrevs av James 1982. Ptecticus hansoni ingår i släktet Ptecticus och familjen vapenflugor. Inga underarter finns listade i Catalogue of Life.